# Lamborghini Veneno
A Lamborghini Veneno egy olasz szupersportautó, amellyel a Lamborghini gyár az 50. születésnapját ünnepelte 2013-ban.

## Exkluzív autó
A Lamborghini Veneno egy minden szempontból extravagáns jármű. A karosszéria nagyrészt könnyű műanyagokból épült, szénszálas elemekkel erősítve. Különlegessége, hogy rengeteg rajta a diffúzor, légbeömlő és légterelő. 
 Az autó donorja az Aventador testvérmodell volt.
Az autó a Genfi Autószalonon mutatkozott be 2013. márciusában. A Venenoból mindössze 4 darab épült: egyet a Lamborghini gyár tartott meg a gyári múzeuma számára, a maradék 3 példány pedig dúsgazdag vásárlókhoz került (2 amerikai és egy arab vevőhöz), 3 millió euróért, ami átszámítva kb. 900 millió–1 milliárd magyar forintnak felel meg.

## Veneno Roadster
2013 őszén bejelentették, hogy 2014-ben (a kupéénál nagyobb, 9 darabos szériában) elkészítik a Veneno nyitott változatát. Az autó műszaki paraméterei változatlanok maradtak, ára is nagyjából megegyezik a kupééval. Az autó promóciós fotóin egyedi, "Red Veneno" fényezést kapott, ám a megrendelők maguk dönthetnek az általuk kívánt fényezésről. A nyitott változat ára 3,3 millió euró. 0-ről 100 km/h-ra 0,1 másodperccel lassabban gyorsul, mint a kupéváltozat.